# Campeonato Sul-Americano de Clubes de Hóquei em Patins de 2012
O Campeonato Sul-Americano de Clubes de Hóquei em Patins de 2012 foi sediado em Buenos Aires, Argentina e decorreu entre os dias 10 e 15 de dezembro de 2012. Teve como equipe vencedora o Sport Club do Recife, que sagrou-se campeão invicto.

## Fase de Grupos

### Grupo A
| Time                   | J | V | E | D | GP | GC | SG  | Pts |
| ---------------------- | - | - | - | - | -- | -- | --- | --- |
| Clube Amigos do Hockey | 4 | 3 | 1 | 0 | 21 | 7  | +14 | 10  |
| Atlético Huracán       | 4 | 2 | 2 | 0 | 21 | 9  | +12 | 8   |
| Universidad de Chile   | 4 | 2 | 0 | 2 | 16 | 16 | 0   | 6   |
| Estudiantil Porteño    | 4 | 1 | 1 | 2 | 10 | 7  | +3  | 4   |
| Mimbre Hockey Club     | 4 | 0 | 0 | 4 | 5  | 29 | −24 | 0   |

|                        | CAH | AHU | UCH | EPO | MHC  |
| ---------------------- | --- | --- | --- | --- | ---- |
| Clube Amigos do Hockey | —   | 2–2 | 6–4 | 4–0 | 9-1  |
| Atlético Huracán       | —   | —   | 5-3 | 3-3 | 11-1 |
| Universidad de Chile   | —   | —   | —   | 4-3 | 5-2  |
| Estudiantil Porteño    | —   | —   | —   | —   | 4-1  |
| Mimbre Hockey Club     | —   | —   | —   | —   | —    |

### Grupo B
| Time                  | J | V | E | D | GP | GC | SG  | Pts |
| --------------------- | - | - | - | - | -- | -- | --- | --- |
| Sport Clube do Recife | 4 | 3 | 1 | 0 | 25 | 8  | +17 | 10  |
| San Lorenzo           | 4 | 3 | 0 | 1 | 27 | 11 | +16 | 9   |
| Universidad Católica  | 4 | 2 | 1 | 1 | 29 | 11 | +18 | 7   |
| Internacional Hockey  | 4 | 1 | 0 | 3 | 18 | 29 | −11 | 3   |
| Platense Patin Club   | 4 | 0 | 0 | 4 | 0  | 40 | −40 | 0   |

|                       | SCR | SNL | UCA | INH  | PPC  |
| --------------------- | --- | --- | --- | ---- | ---- |
| Sport Clube do Recife | —   | 5–3 | 2–2 | 8–3  | 10-0 |
| San Lorenzo           | —   | —   | 6-4 | 8-2  | 10-0 |
| Universidad Católica  | —   | —   | —   | 13-3 | 10-0 |
| Internacional Hockey  | —   | —   | —   | —    | 10-0 |
| Platense Patin Club   | —   | —   | —   | —    | —    |

Nota: A  Platense Patin Club  desistiu da competição.

## Apuramento Campeão
|  | Semifinais             | Semifinais            |   |                        | 1º/2º            | 1º/2º |  |
|  |                        |                       |   |                        |                  |       |  |
|  | 14 Dezembro            |                       |   |                        |                  |       |  |
|  | Clube Amigos do Hockey | 1                     |   |                        |                  |       |  |
|  | San Lorenzo            | 3                     |   |                        |                  |       |  |
|  |                        |                       |   |                        |                  |       |  |
|  |                        |                       |   |                        | 15 Dezembro      |       |  |
|  |                        |                       |   |                        | San Lorenzo      | 4     |  |
|  |                        | Sport Clube do Recife | 5 |                        |                  |       |  |
|  |                        |                       |   |                        |                  |       |  |
|  |                        |                       |   |                        |                  |       |  |
|  |                        |                       |   |                        | 3º/4º            |       |  |
|  | 14 Dezembro            | 14 Dezembro           |   | 15 Dezembro            | 15 Dezembro      |       |  |
|  | Atlético Huracán       | 2                     |   | Clube Amigos do Hockey | 1                |       |  |
|  | Sport Clube do Recife  | 3                     |   |                        | Atlético Huracán | 3     |  |

| CAMPEÃO Sul-Americano de Clubes de Hóquei em Patins de 2012 |
| ----------------------------------------------------------- |
| Sport Clube do Recife PRIMEIRO TITULO                       |

### 5º e 6º Lugar
| 15 Dezembro | Universidad de Chile | 5-4 | Universidad Católica |  |
|             |                      |     |                      |  |

### 7º/10º
|  | Semifinais           | Semifinais          |   |                    | 7º/8º                | 7º/8º |  |
|  |                      |                     |   |                    |                      |       |  |
|  | 14 Dezembro          |                     |   |                    |                      |       |  |
|  | Mimbre Hockey Club   | 3                   |   |                    |                      |       |  |
|  | Internacional Hockey | 5                   |   |                    |                      |       |  |
|  |                      |                     |   |                    |                      |       |  |
|  |                      |                     |   |                    | 15 Dezembro          |       |  |
|  |                      |                     |   |                    | Internacional Hockey | 6     |  |
|  |                      | Estudiantil Porteño | 8 |                    |                      |       |  |
|  |                      |                     |   |                    |                      |       |  |
|  |                      |                     |   |                    |                      |       |  |
|  |                      |                     |   |                    | 9º/10º               |       |  |
|  | 14 Dezembro          | 14 Dezembro         |   | 15 Dezembro        | 15 Dezembro          |       |  |
|  | Estudiantil Porteño  | 10                  |   | Mimbre Hockey Club | 10                   |       |  |
|  | Platense Patin Club  | 0                   |   |                    | Platense Patin Club  | 0     |  |

## Classificação Final
| Pos. | País                   |
| ---- | ---------------------- |
| 1.   | Sport Clube do Recife  |
| 2.   | San Lorenzo            |
| 3.   | Atlético Huracán       |
| 4.   | Clube Amigos do Hockey |
| 5.   | Universidad de Chile   |
| 6.   | Universidad Católica   |
| 7.   | Estudiantil Porteño    |
| 8.   | Internacional Hockey   |
| 9.   | Mimbre Hockey Club     |
| 10.  | Platense Patin Club    |